# Elizabeth Moon
Elizabeth Moon (Florence, 7 marzo 1945) è un'autrice di fantascienza e fantasy statunitense.

## Biografia
Ha conseguito il grado di primo tenente durante il suo servizio nei Marine dei quali è entrata a far parte nel 1968 dopo aver conseguito un Bachelor's degree in storia dalla Rice University. Successivamente ha conseguito un B.A. in Biologia. Moon è anche una esperta paramedico.
Ha sempre nutrito sin da piccola la passione per la scrittura. Le sue prime vere esperienze come scrittrice tuttavia risalgono ad una rubrica che teneva su un settimanale locale. Il suo primo romanzo è stato The Sheepfarmer's Daughter con il quale ha vinto il Compton Crook Award. La tematica sulla quale ha impostato la maggior parte delle sue opere è quella della fantascienza militare, non mancano comunque altre tematiche quali la biologia, la politica o le relazioni interpersonali. Ad esempio La velocità del buio (The Speed of Dark) è la storia di un programmatore autistico ambientata nell'immediato futuro, ispirata a suo figlio Micheal, anch'egli autistico.

## Opere

### Saga di Paksenarrion
Nonostante molti ritengano che tali romanzi siano ispirati al mondo di D&D (per la presenza di un mostro caratteristico di tale ambientazione), Elizabeth Moon ha dichiarato che non ha tratto alcuna ispirazione da quella fonte:
- La figlia della spada (Sheepfarmer's Daughter) (1988), conosciuto anche come La Figlia del Pastore;
- La spada di Fin Panir (Divided Allegiance) (1988);
- Il giuramento della spada (Oath of Gold) (1989).

I tre volumi sono stati successivamente stampati assieme come The Deed of Paksenarrion (1992).

#### The Legacy of Gird
- Surrender None (1990) – prequel di The Deed of Paksenarrion;
- Liar's Oath (1992) – seguito di Surrender None.

I due volumi sono stati successivamente stampati assieme come The Legacy of Gird (1996).

#### Paladin's Legacy
- Oath of Fealty (marzo 2010) — seguito di Oath of Gold;
- Kings of the North (marzo 2011);
- Echoes of Betrayal (febbraio 2012);
- Limits of Power (giugno 2013) - penultimo della serie.

### Universo delle Familias Regnant

#### Trilogia di Heris Serrano
- Hunting Party (1993);
- Sporting Chance (1994);
- Winning Colors (1995).

I tre volumi sono stati successivamente stampati assieme come Heris Serrano (2002).

#### Serie di Esmay Suiza
- Eroe della galassia e La Minaccia dell'Orda (Once a Hero, 1997), pubblicato in due parti su Urania 1429 e 1435;
- Ponte di comando (Rules of Engagement, 1998), pubblicato in due parti su Urania 1466 e 1469;
- Cambio al comando (Change of Command, 1999), pubblicato su Urania 1487;
- Contro ogni nemico (Against the Odds, 2000) pubblicato su Urania numero speciale 32 (supplemento al n. 1521).

### Vatta's War
- Trading in Danger (2003);
- Marque and Reprisal (2004);
- Engaging The Enemy (2006);
- Command Decision (2007);
- Victory Conditions (2008).

### Trilogia dei Pirati dei pianeti
La serie è basata su due libri di Anne McCaffrey, Dinosaur Planet e Dinosaur Planet Survivors, ampliati e rivisti assieme a Jody Lynn Nye. I due romanzi sono stati inclusi e ampliati all'interno di Effetto criogenico (The Death of Sleep):
- I pirati dei pianeti (Sassinak) (1990) scritto con Anne McCaffrey;
- Effetto criogenico (The Death of Sleep) (1990) di Anne McCaffrey e Jody Lynn Nye;
- Generazione guerrieri (Generation Warriors) (1991) scritto con Anne McCaffrey.

I tre volumi sono stati successivamente stampati assieme come The Planet Pirates (1993).

### Altri romanzi
- Non umano (Remnant Population) (1996) pubblicato su Urania 1420;
- La velocità del buio (The Speed of Dark) (2002) pubblicato su Urania 1495.

## Premi
- La figlia del pastore (Sheepfarmer's Daughter) (1989) - Premio Compton Crook;
- Non umano (Remnant Population) (1996) - candidato per il Premio Hugo come miglior romanzo;
- La velocità del buio (The Speed of Dark) (2003) - Premio Nebula per il miglior romanzo – candidato al Premio Arthur C. Clarke.